# Accidente ferroviario de Paredes de Nava

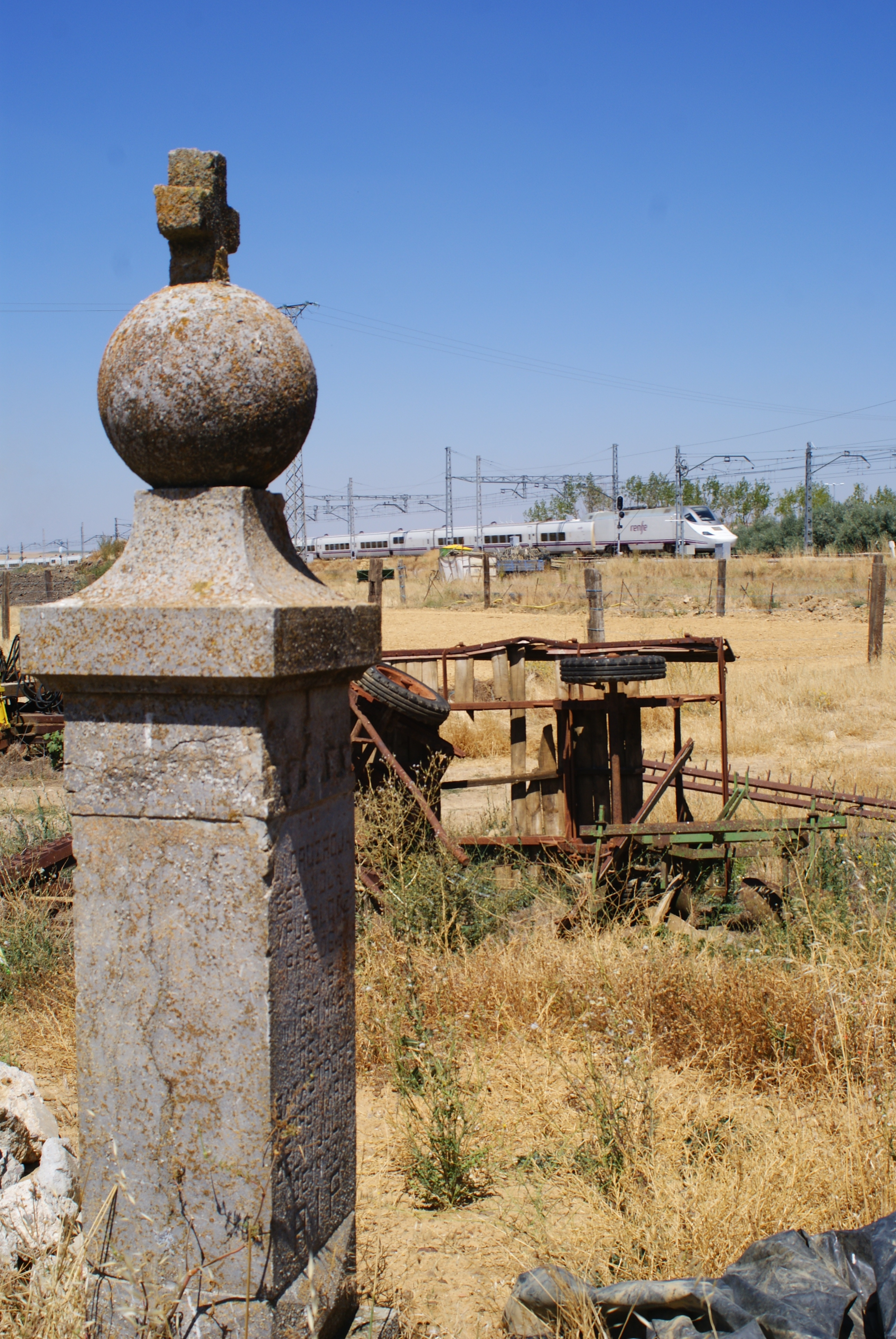
Monolito sobre el accidente ferroviario. Fotografía de 2013.

El accidente ferroviario de Paredes de Nava, también conocido como Catástrofe de Paredes de Nava por la prensa de la época, fue un choque entre dos trenes ocurrido el 11 de julio de 1922 en las proximidades de la estación de Paredes de Nava (provincia de Palencia). El desastre ferroviario dejó 32 muertos y varias decenas de heridos.

## Trenes implicados
En la catástrofe ferroviaria estuvieron implicados dos trenes, el Rápido de Galicia y el Correo de Asturias.
El Rápido de Galicia, número 406, era un tren de pasajeros expreso nocturno que había salido de La Coruña a las cuatro de la tarde del día anterior y tenía por destino Madrid. La locomotora que arrastraba el convoy era la número 3.139 y el número de pasajeros era reducido.
El Correo de Asturias, número 423, era un tren mixto de pasajeros y mercancías. Estaba compuesto por la locomotora número 3.012, un furgón de equipajes, el vagón correo y once coches de pasajeros, incluyendo un coche-cama. Su ciudad de origen era Madrid, de la que había partido a las seis de la tarde, y su destino era Gijón. El número de pasajeros a bordo era elevado, compuesto principalmente de asturianos y familias, que volvían de Madrid o se dirigían de vacaciones al norte.

## Descripción del accidente
La jornada del accidente, el martes 11 de julio de 1922, El Correo de Asturias acumulaba dos horas de retraso a su llegada a la estación de Paredes de Nava, en donde tenía programada y debía además dar paso al Rápido de Galicia. El maquinista del correo no atendió a las señales de parada, por lo que acabó empotrándose con el otro tren a las 2:30 horas de la madrugada. El choque se produjo en la salida de la estación, en el cambio de aguja en dirección a León, exactamente en el punto kilométrico 527.

## Víctimas
El número de víctimas fue creciendo conforme evolucionaban las labores de rescate. La cifra final de fallecidos fue de 32 y 10 heridos de extrema gravedad, aunque prensa de la época llegó a publicar que el número de muertos era de 40.